# Pauselijke Raad "Cor Unum"
De Pauselijke Raad "Cor Unum" (lat: Pontificium Consilium Cor Unum) was een instelling van de Curie van de Rooms-Katholieke Kerk die ontwikkelingssamenwerking en liefdadigheid coördineerde. Deze raad werd op 15 juli 1971 opgericht door paus Paulus VI (met de apostolische brief Amoris offcio) en was gevestigd in het Palazzo San Callisto aan de Piazza San Calisto in Rome.
Volgens de apostolische constitutie Pastor Bonus, waarmee paus Johannes Paulus II de Curie bij de tijd trachtte te brengen, had Cor Unum de volgende taken:
1. Om de Christengelovigen aan te sporen om een getuigenis van evangelische caritas af te leggen en zo ook deelnemend aan de zending van Kerk, en hen aan deze zorg te houden;
2. om ondernemingen van katholieke instituten te bevorderen, die zich toeleggen om behoeftige volkeren te helpen, met name die (volkeren) die door urgente benardheden en rampen zijn getroffen; en om faciliteiten te bieden met het oog op de verhoudingen van de katholieke instituten met de publieke internationale raden, die op hetzelfde terrein van weldadigheid en voortgang werkzaam zijn;
3. om aandachtig te volgen en te bevorderen de raden en de werken van wederzijdse ijver en van broederlijke hulp, die de voortgang van de mensheid dienen.
Op 1 januari 2017 werd de raad opgeheven. De taken en bevoegdheden van de raad werden overgedragen aan de dicasterie voor de Bevordering van de Gehele Menselijke Ontwikkeling, die op 17 augustus 2016 ingesteld was.

## Lijst van voorzitters
| Periode   | Naam              | Opmerkingen |
| --------- | ----------------- | ----------- |
| 1971-1978 | Jean-Marie Villot |             |
| 1978-1984 | Bernardin Gantin  |             |
| 1984-1995 | Roger Etchegaray  |             |
| 1995-2010 | Paul Josef Cordes |             |
| 2010-2014 | Robert Sarah      |             |